# Joan Baget i Pàmies
Joan Baget i Pàmies o Joan de la Creu Baiget (La Selva del Camp, 1775 - 1818) fou un guerriller i escrivà català.
Durant la guerra del Francès va comandar quatre companyies de voluntaris amb el grau de coronel fent front a la invasió napoleònica. Fou un dels caps catalans que el juny de 1808 va derrotar els francesos a la segona batalla del Bruc. Després va dirigir els sometents del Baix Llobregat, però fou destituït i substituït per un militar de carrera després de retirar-se fins al Penedès. Va ser destinat a les terres de Lleida on va derrotar un altre cop els francesos a la vora del riu Cinca el 1809. El mateix 1809 va ser empresonat després d'una lluita a Torres de Segre.
Havia obtingut el títol de batxiller en lleis a la Universitat de Cervera l'any 1795. Més tard es va traslladar a Lleida on es casà i tingué un primer fill. Allí el sorprengué l'alçament popular contra la invasió napoleònica i s'integrà a la Junta de Govern i de Defensa de la cutat, després convertida en Junta corregimental. La intervenció al Bruc li valgué la graduació militar de coronel, que li fou revalidada per Ferran VII l'any 1940. Baget va intervenir en moltes accions militars i l'octubre del 1809 fou fet presoner i deportat a París. Un cop alliberat per pressions del govern espanyol encara acudí contra els francesos a Tarragona.
El 1815 li nasqué una filla a Lleida i, més endavant, residint a Barcelona, tingué dos fills més. Morí a finals de 1818 als quaranta-tres anys quan estava gestionant la seva graduació de mariscal.
Per la seva trajectòria a la ciutat de Lleida hi té dedicada una avinguda. De fet, alguns historiadors creien erròniament que la capital del Segrià era la ciutat on havia nascut. Confirmada la seva ascendència selvatana, la vila nadiua li dedicà un homenatge el 25 de novembre de 1956. Entre d'altres actes es posà una placa a la casa pairal, a la Raconera, al carrer del Forn d'Avall, i un retrat a l'oli a la galeria de selvatans il·lustres a la Casa de la Vila.